# أسامواه جيان
أسامواه جيان (مواليد 22 نوفمبر 1985، أكرا، غانا) هو لاعب كرة قدم غاني كان يلعب في مركز الهجوم.

## مسيرته مع الأندية
بدأ مسيرته الكروية مع نادي ليبرتي بروفيشنالز في عام 2003، وفي موسم 2003/2004، ثم انتقل إلى نادي أودونيزي الإيطالي، وفي عام 2004 انتقل إلى نادي مودينا الإيطالي، ولعب معهم حتى عام 2006، وفي عام 2006 عاد إلى نادي أودونيزي الإيطالي. ولعب لنادي رين الفرنسي وسجل معهم 18 هدف في الموسم الأول. انتقل رسميًا لنادي سندرلاند مقابل 13 مليون جنيه إسترليني في عام 2010، ثم نادي العين الإماراتي في سبتمبر 2011 مقابل 38 مليون درهم إماراتي مما يساوي 7.2 مليون يورو تقريبًا.

## مسيرته مع المنتخب
و قد بدأ باللعب مع منتخب غانا لكرة القدم في عام 2003. كان أحد أبرز لاعبو منتخب بلاده الذين شاركوا في بطولة كأس العالم 2010. فلم ينافس فقط علي صدارة الهدافين، بل قاد منتخب بلاده إلى دور الربع نهائي قبل الخسارة أمام الأوروغواي بركلات الترجيح. وكان بإمكان المهاجم الصاعد إنهاء المباراة وتحطيم جميع الأرقام القياسية الأفريقية بالوصول لدور النصف النهائي كأول منتخب إفريقي. كما كاد أن يحطم الرقم القياسي الخاص بالأسطورة الكاميرونية روجيه ميلا بإضاعته لركلة جزاء في الثواني الأخيرة من المباراة ليبقى التعادل في عدد إحراز الأهداف بين الاثنين برصيد 5 أهداف لكل منهما ببطولة كأس العالم. وما يستحق الذكر أنه سجل ركلة الترجيح في ركلات الترجيح مما أثار استغراب الجميع. يوم 18 فبراير 2012 قرر جيان اعتزال اللعب دولياً بعد خروج منتخب بلاده من كأس الأمم الأفريقية لكرة القدم 2012 بعد 9 سنوات من اللعب في صفوف المنتخب.
تمكن أخيراً من تحطيم رقم روجيه ميلا في كأس العالم 2014، وأصبح أكثر لاعب أفريقي يسجل في كأس العالم.

## وصلات خارجية
- أسامواه جيان - الأهداف في المباريات الدولية
- أسامواه جيان على موقع الاتحاد الدولي (مؤرشف)  (الإنجليزية)
- أسامواه جيان على موقع اتحاد تركيا (لاعب) (الإنجليزية)
- أسامواه جيان على موقع إي إس بي إن إف سي (الإنجليزية)
- أسامواه جيان على موقع قاعدة بيانات كرة القدم.إي يو (الإنجليزية)
- أسامواه جيان على موقع بيانات كرة القدم. دي إي (الألمانية)
- أسامواه جيان على موقع ليكيب (الفرنسية)
- أسامواه جيان على موقع ناشيونال فوتبول تيمز (الإنجليزية)
- أسامواه جيان على موقع Soccerbase.com (لاعب) (الإنجليزية)
- أسامواه جيان على موقع Soccerway.com (الإنجليزية)
- أسامواه جيان على موقع عالم كرة القدم.نت (الإنجليزية)
- الملف الشخصي الدوري الممتاز